# František Bedřich
Ing. František Bedřich (do června 1946, příjmením Bedřech, 27. listopadu 1912 Zbýšov Vyškov – 7. října 1988) byl český voják, generál.

## Dětství
Dětství prožil v Sovětském svazu, kam se s rodiči přestěhoval. V letech 1926–1930 absolvoval Průmyslovou školu dřevoobráběcí ve městě Frunze. Ve studiu pokračoval v letech 1930–1932 na Vysoké škole stranické ve městě Gorkij.

## Vojenská kariéra
Před vstupem do tvořících se československých jednotek byl členem Interhelpa a podporučíkem Rudé armády. Příslušníkem čs. vojenské jednotky v Buzuluku /kmen. č. 319/m) se stal 18. 2. 1942 v hodnosti četaře, když mu sovětskou hodnost naše vojenské orgány neuznaly. Nejprve sloužil u ženistů, ale později přešel k dělostřelectvu. Zúčastnil se bojů o Sokolovo, Kyjev, Bílou Cerekev, Žaškov a Duklu. Válku ukončil v hodnosti majora jako velitel dělostřeleckého oddílu. Za hrdinství prokázané v boji byl mnohokrát vyznamenán během války i po jejím skončení.

## Vojákem z povolání
Po válce zahájil studium na Vysoké škole válečné a vzhledem k bojovým zkušenostem byl zařazen rovnou do 2. ročníku. Po ukončení studia v roce 1948 působil jako čs. vojenský přidělenec ve Varšavě a poté opět až do roku 1950 sloužil u dělostřelectva, konkrétně jako velitel 5. dělostřelecké divize v Kolíně v hodnosti plukovníka generálního štábu. Od 30. září 1950 velel 8. mechanizované divizi v Kolíně. Od 19. listopadu 1952 působil jako náčelník školského oddělení velitelství 2. vojenského okruhu v Trenčíně, později jako zástupce velitele okruhu pro tankové a mechanizované vojsko. Od října 1956 velel Vyššímu vojenskému učilišti Otakara Jaroše ve Vyškově. Hodnost generálmajora získal jmenováním prezidenta republiky 9. května 1957. Od 24. října 1964 do 8. července 1968 působil jako náčelník Krajské vojenské správy Ostrava. Poté převzal řízení Hlavní politické správy ČSLA. Rozkazem prezidenta republiky byl 1. října 1968 povýšen do hodnosti generálporučíka. 18. listopadu 1969 byl ale odvolán a dán do kádrové dispozice ministra národní obrany. Od 1. března 1970 byl vojenským přidělencem v Sofii.
Do zálohy odešel 30. června 1972.

## Udělená vyznamenání
Generálporučík ve své činné službě obdržel řadu československých i cizích řádů a vyznamenání. Z dochované literatury lze některé vojenské dekorace přesně určit. 
| číslo | dekorace                                                          | rok udělení |
| ----- | ----------------------------------------------------------------- | ----------- |
| 1     | Československý válečný kříž (celkem 6krát)                        | opakovaně   |
| 2     | Řád slovenského národního povstání, II. třídy                     | ?           |
| 3     | Řád rudé hvězdy (SSSR)                                            | ?           |
| 4     | Pamětní medaile československé armády v zahraničí se štítkem SSSR | 1945        |
| 5     | Sokolovská pamětní medaile                                        | 1948        |
| 6     | Medaile Za osvobození Prahy (SSSR)                                | ?           |
| 7     | Medaile Za vítězství nad Německem (SSSR)                          | ?           |
| 8     | Medaile Za odvahu (SSSR)                                          | ?           |
| 9     | Dukelská pamětní medaile                                          | 1959        |
| 10    | Medaile Za službu vlasti                                          | ?           |
| 11    | Medaile Za zásluhy o obranu vlasti                                | ?           |
| 12    | Řád rudé hvězdy                                                   | ?           |
| 13    | Československá vojenská pamětní medaile Za zásluhy I. stupně      | ?           |
| 14    | Československá medaile Za chrabrost před nepřítelem               | ?           |